# Aaron Escolopio
Aaron Escolopio es un miembro de la banda Wakefield, a la que se unió tras dejar su banda anterior, Good Charlotte, para tocar con su hermano. Aaron estudió en La Plata High School con Paul Thomas, Benji y Joel Madden de Good Charlotte, a quienes conocía desde la infancia. Conoció al otro miembro de la banda, Billy Martin, al unirse a ellos en 1998.
Es uno de los miembros originales de Good Charlotte, donde tocó la batería durante casi 6 años. Abandonó el grupo poco antes de que la banda hiciera su segundo álbum, "The Young and the Hopeless".
Aaron ha tocado en dos álbumes de Wakefield, "American Made" en Arista Records y el disco de 2005 "Which Side Are You On?", grabado en Jive Records. Wakefield está compuesta por el hermano de Aaron, Ryan Escolopio, su primo Michael Schoolden y su amigo JD Tennyson.
- Datos: Q2274496